# 科尔沁沙地
科尔沁沙地，是一块位于内蒙古东部西辽河中下游赤峰市和通辽市附近的沙地，面积大约5.06万平方千米，是中国最大的沙地。区域内的主要河流为西拉木伦河和老哈河等。
科尔沁沙地原来是科尔沁草原，由于过度开垦，使得草原演变成了沙地。土地开垦过程主要分为以下几个阶段：清末鼓励内地民人到蒙地垦荒阶段；中华民国开垦阶段；1958年的“大跃进”阶段；1966～1976 年“文革”时期的,以北京天津辽宁等地区的知识青年为主的农垦兵团的开垦；以及2010以后，有雄厚资本的企业在沙漠腹地的大型机械化开垦(见下图)。

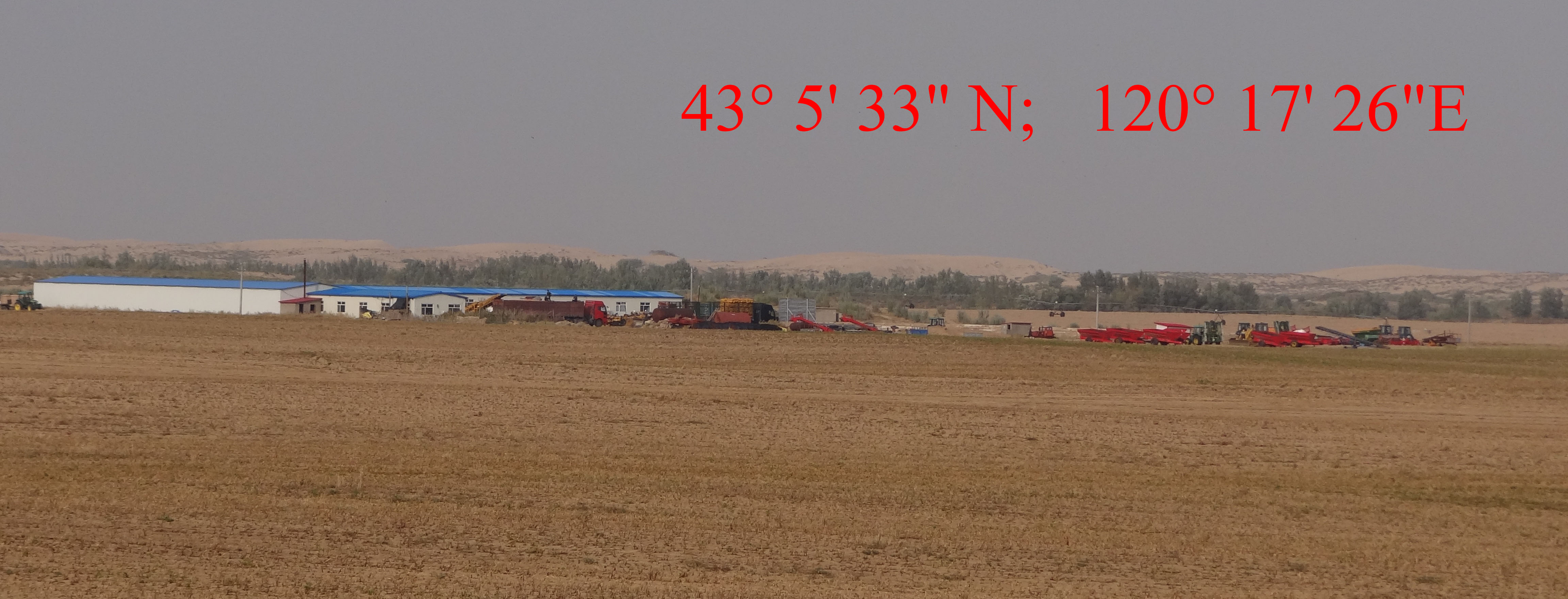
File:Horqin2013Sep.jpg沙漠腹地的大规模机械化开垦。地理位置：43°5'33" N; 120°17'26"E.

由于人口密度的增加，过度开垦和超载放牧，使得草原演变成了沙地。在嘎达梅林“抗垦”前后，科尔沁草原就“出荒”十一次。今天大部分草原都已沙化，成为科尔沁沙地，属正在发展的沙漠化土地，以风蚀沙地半固定状态为主。目前科尔沁沙地正以每年1.9%速度在沙化。
据国际商报网和翁牛特旗新闻网报道，沙地种植项目以每年3000亩—5000亩的速度推进。另据新华社报道，中国国家林业局最新监测，科尔沁沙地每年绿化面积大于沙化面积约75万亩。（ （页面存档备份，存于）)